# Okharpauwa
Okharpauwa (en népalais : ओखरपौवा) est un comité de développement villageois du Népal situé dans le district de Nuwakot. Au recensement de 2011, il comptait 7 901 habitants.